# Christian Stenhammar
Christian Stenhammar, född 18 oktober 1783 i Västra Ed i Kalmar län, död 10 januari 1866 i Häradshammar i Östergötlands län, var en svensk präst, naturforskare och politiker.
Stenhammar blev student vid Uppsala universitet 1801, magister (primus) 1809 och docent i fysik där 1810. Han anställdes som gymnasieadjunkt i Linköping 1811 och utnämndes till lektor i historia där 1822 och (under tiden prästvigd 1813 och prebendekyrkoherde i Törnevalla samt honorarie prost 1820) till kyrkoherde i Häradshammar och Jonsberg 1828. Under fem riksdagar (1834–1850) var han framstående ledamot av prästeståndet och av statsutskottet; 1837 var han statsrevisor. I början hörde han till oppositionen, som då ivrade för allehanda samhällsförbättringar, men med sin konservativa läggning övergick han småningom till en konservatism, som inte ville veta av några nyheter. Under sin riksdagstid var han en flitig brevskrivare, och med stöd av hans korrespondens utgav hans son, Evald Henning Theodor Stenhammar, i tre band 1902–1903 Bilder ur riksdags- och hufvudstadslifvet i bref till hemmet och vänner i hemorten (omfattande tiden 1834–1851).
Stenhammar utnämndes till teologie doktor 1844 och blev 1847 ledamot av Vetenskapsakademien. Han var mångsidigt lärd och skriftställare inom teologi, historia, politik, geografi, fysik, zoologi och botanik. Han ägnade sig i hög grad åt lavar och tillsammans med Elias Fries och G.C. Ljungstedt utgav han 1825 faskikel 5 och 6 och 1831 faskikel 10 och 14 av exsickatverket "Lichenes Sueciæ exsiccati" samt bifogade i tryck Schedulæ criticæ de lichenibus exsiccatis Sueciæ. I lichenologiskt syfte företog han tre gotlandsresor 1845, 1855 och 1857. 
Stenhammar följde även i ålderdomen vetenskapens framsteg och började använda mikroskop vid 75 års ålder, då dylika fått en allmännare användning vid kryptogamstudiet. Av högt vetenskapligt värde är Lichenes Sueciæ exsiccati editio altera (åtta delar, 1856-66). Inom entomologin utgav han Försök till gruppering och revision af de svenska Ephydrinæ (1843) och Skandinaviens copromyzinæ (1853), båda i Vetenskapsakademiens Handlingar. Dessutom skrev han Lärobok i den äldre och nyare physiska och politiska geografien (1:a kurs, 1826) och utgav 1825 sin svåger Per Ulrik Kernells Anteckningar under en resa i det sydliga Europa.
Christian Stenhammar var son till Adolf Stenhammar, bror till Carl Stenhammar samt halvbror till Matthias och Johan Stenhammar. Han var far till Per Ulrik och Oscar Fredrik Stenhammar samrt morfar till Carl Odencrants.